# Lindra brasus
Lindra brasus är en fjärilsart som beskrevs av Mielke 1968. Lindra brasus ingår i släktet Lindra och familjen tjockhuvuden. Inga underarter finns listade i Catalogue of Life.